# 産土神社 (大阪市此花区)
産土神社（うぶすなじんじゃ）は大阪府大阪市此花区島屋に鎮座する神社。

## 祭神
- 天照皇大神
- 住吉大神
- 宇迦之御魂神

## 歴史

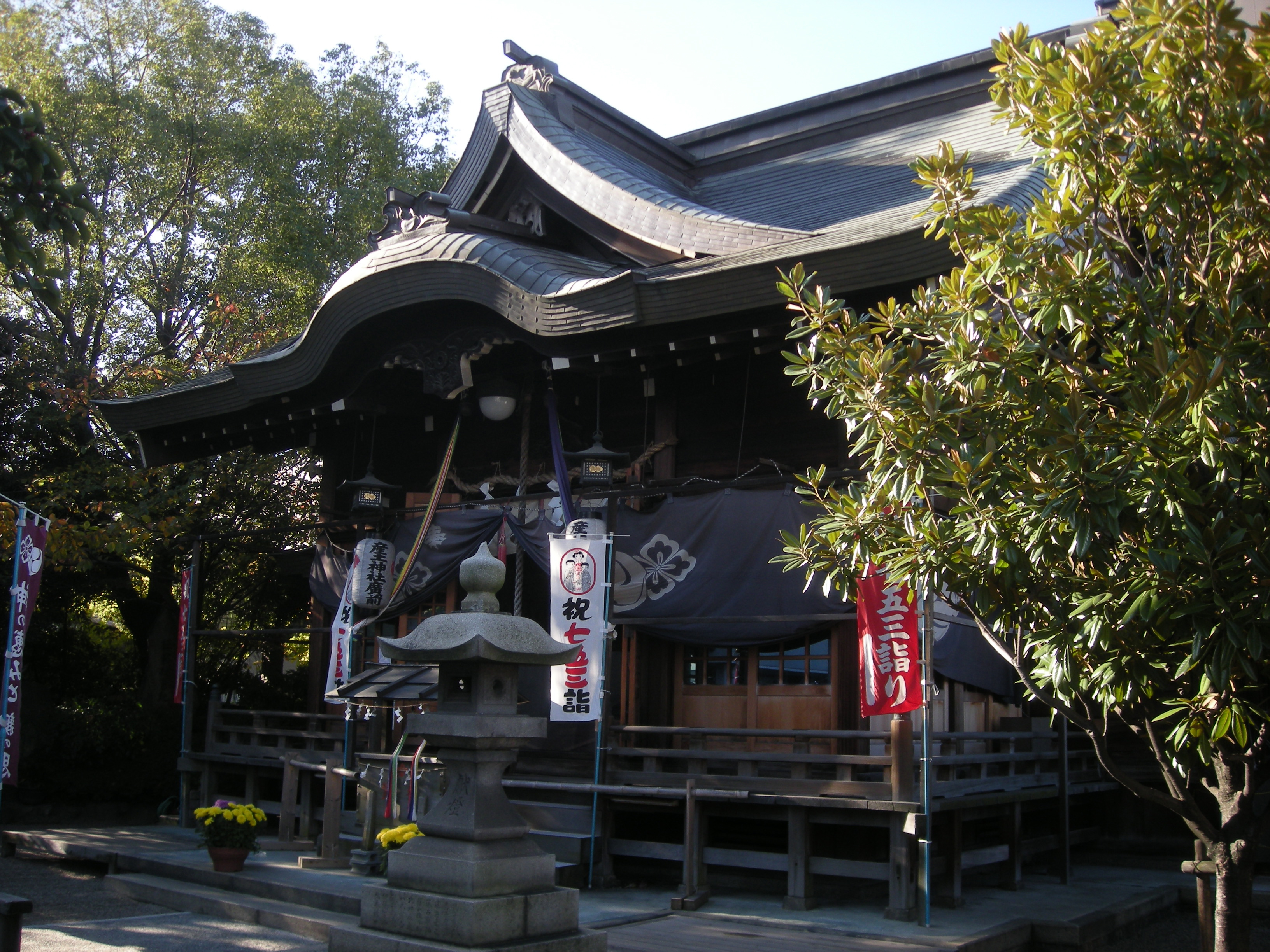
拝殿

- 宝暦12年（1762年）島屋市兵衛が新田開発のため勧請。
- 明治5年（1872年）村社に列す。
- 明治44年（1911年）8月7日恩貴島北之町（酉島町）の皇太神宮を合祀。この宮は元禄15年（1702年）大宮仁右ヱ門が恩貴島新田を開拓するに当り、奉斎されたもの。
- 大正4年（1915年）11月神饌幣帛料供進社に指定される。
- 昭和9年（1934年）9月21日の室戸台風で損失したため、正蓮寺川南岸の旧地より現在地に遷座。

## 境内
- 金比羅神社
- 島屋稲荷神社
- 祖霊社
- 斎火産霊大神
- 神祠
- 楠根稲荷大神

## 交通アクセス
- JRゆめ咲線安治川口駅より、北へ徒歩6分。